# Papírový tygr

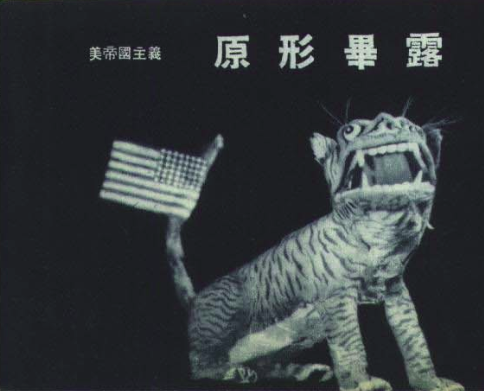
Papírový tygr s americkou vlajkou k popisu amerického imperialismu.

Papírový tygr (tradiční čínština: 紙老虎, zjednodušená čínština: 纸老虎, pīnyīn: zhǐlǎohǔ) je doslovný překlad čínské fráze. Termín se odkazuje na něco nebo někoho, kdo se prohlašuje nebo vypadá, že je silný nebo hrozivý, ale je vlastně neúčinný a neschopný vydržet výzvu. Tento výraz se stal mezinárodně známým jako slogan používaný Mao Ce-tungem, vůdcem Čínské lidové republiky, proti jeho politickým oponentům, zejména proti USA.
V dnešní době za papírového tygra označována mocná nebo vlivná osoba, organizace nebo dokumenty, které při bližším zkoumání ve skutečnosti nemají žádný smysl ani moc, stávají se neschopnými jednat, ale někdy to lze rozpoznat až po dlouhém období pozorování. V politice jsou úřady nebo mezinárodní organizace často označovány jako papírový tygři, jelikož kvůli byrokracii nedosahují žádných výsledků, ale pouze předstírají, že výsledků dosáhnout chtějí. 

## Původně
纸老虎 ／ 紙老虎 je stará fráze. Je přeložena jako „papírový tygr“ v díle Johna Francise Davise, který publikoval před první opiovou válkou.

## Mao Ce-tung a papírový tygr
Mao Ce-tung poprvé představil Američanům myšlenku papírových tygrů v rozhovoru s americkou novinářkou Annou Louise Strongovou v srpnu roku 1946:
"Atomová bomba je papírový tygr, který američtí reakcionáři používají ke strašení lidí. Vypadá to hrozně, ale ve skutečnosti tomu tak není. Atomová bomba je samozřejmě zbraní hromadného zabíjení, ale o výsledku války rozhodují lidé, nikoli jeden nebo dva nové typy zbraní. Všichni reakcionáři jsou papíroví tygři. Reakcionáři vypadají děsivě, ale ve skutečnosti tak mocní nejsou."
V rozhovoru z roku 1956 s novinářkou Strongovou použil Mao frázi „papírový tygr“, aby znovu popsal americký imperialismus:
"Vypadá silný, ale ve skutečnosti se není čeho bát; je to papírový tygr. Navenek je tygr vyroben z papíru, který nedokáže odolat větru ani dešti. Věřím, že to není nic jiného než papírový tygr."
V roce 1957 si Mao Ce-tung vzpomněl na původní rozhovor s novinářkou Strongovou:
"V rozhovoru s ní jsem prodiskutoval mnoho otázek, včetně Čankajška, Hitlera, Japonska, Spojených států a atomové bomby. Řekl jsem, že všichni údajně silní reakcionáři jsou pouze papírové tygři. Důvod je ten, že jsou rozvedeni od lidí. Jen se podívejte na Hitlera. Nebyl Hitler papírový tygr? Nebyl náhodou svržen?"